# Greenfunktion
En greenfunktion, efter den brittiske matematikern George Green, är en funktion som används för att lösa inhomogena differentialekvationer med definierade begynnelsevärden och randvärden. I det enkla fallet är differentialekvationerna linjära.
Den tillämpas bland annat i trekropparsproblem och elektrodynamik.

## Definition
En Greenfunktion G (x, s) av en differentialoperator L (s) som verkar på en del av rummet Rn på punkten s, är en lösning till LG(x,s)=δ(x-s) där δ är Diracs funktion. Därigenom kan en Greenfunktion användas för att lösa differentialekvationer på formen Lu(x)=f(x).